# 21621 Sherman
21621 Sherman este un asteroid din centura principală de asteroizi.

## Descriere
21621 Sherman este un asteroid din centura principală de asteroizi. A fost descoperit pe 20 mai 1999 la Socorro, New Mexico, în cadrul proiectului LINEAR. Asteroidul prezintă o orbită caracterizată de o semiaxă mare de 2,39 ua, o excentricitate de 0,26 și o înclinație de 8,7° în raport cu ecliptica.